# Dicranoweisia spenceri
Dicranoweisia spenceri är en bladmossart som beskrevs av Hugh Neville Dixon och George Osborne King Sainsbury 1945. Dicranoweisia spenceri ingår i släktet snurrmossor, och familjen Dicranaceae. Inga underarter finns listade i Catalogue of Life.